# Mainsforth
Mainsforth är en by i civil parish Bishop Middleham, i kommunen Durham i grevskapet Durham i England. Byn är belägen 11 km från Durham. Mainsforth var en civil parish 1866–1983 när blev den en del av Bishop Middleham och Ferryhill. Civil parish hade 229 invånare år 1961.